# فریدریش فهر
فریدریش فهر (آلمانی: Friedrich Feher; ۱۶ مارس ۱۸۸۹ – ۳۰ سپتامبر ۱۹۵۰) یک کارگردان فیلم و بازیگر سینما اهل اتریش بود.
از فیلم‌ها یا برنامه‌های تلویزیونی که وی در آن نقش داشته است می‌توان به مطب دکتر کالیگاری اشاره کرد.